# Cymus claviculus
Cymus claviculus är en insektsart som först beskrevs av Carl Fredrik Fallén 1807. Enligt Catalogue of Life ingår Cymus claviculus i släktet Cymus och familjen Cymidae, men enligt Dyntaxa är tillhörigheten istället släktet Cymus och familjen fröskinnbaggar. Arten är reproducerande i Sverige. Inga underarter finns listade i Catalogue of Life.